# 에큐레드
에큐레드(EcuRed)는 미디어위키 소프트웨어를 기반으로 구축된 쿠바의 온라인 백과사전이다. 이 사이트는 2010년 12월 13일에 출시되었다. '에큐레드'라는 이름은 스페인어 문구 Enciclopedia Cubana en la Red(문자 그대로 "네트워크의 쿠바 백과사전")의 두문자어이다.

## 콘텐츠
에큐레드는 쿠바 정부에 의해 시작되었으며 위키백과에 기반을 두고 있으며 그 내용은 쿠바 혁명과 밀접하게 얽혀 있다. 이 프로젝트는 혁명을 지지하는 관점에서 작성되었다. 예를 들어, 에큐레드는 피델 카스트로에 대해 "오늘 그는 전 세계적으로 사상 투쟁에 글을 쓰고 참여하고 있다. 그의 도덕적 권위로 인해 그는 혁명의 중요하고 전략적인 결정에 영향을 미친다"라고 썼다. 또, "조지 W. 부시는 오랜 가족 전통을 이어가고 있다"라고 쓰면서 "더러운 사업, 부정 행위, 정부 음모"라며 미국을 "우리 시대의 제국"이자 "역대 가장 강력한 국가"로 묘사한다.
에큐레드는 웹페이지에서 "탈식민지화 관점에서 비영리, 친민주주의 목표를 가진 지식의 축적과 개발"이 목표라고 명시한다.

## 같이 보기
- 엔시클로페디아 리브레 우니베르살 엔 에스파뇰: 스페인어 위키 백과사전